# 許評
許評（1534年—？），字公甫，號月轩，河南南陽府內鄉縣民籍，山西平陽府曲沃縣人，明朝政治人物。

## 生平
嘉靖三十七年（1558年）戊午科河南鄉試第四十三名舉人。嘉靖四十四年（1565年）中式乙丑科會試第一百八名，二甲第五十二名進士。户部观政，四十五年二月授刑部主事，隆慶元年（1567年）三月丁忧。三年二月復除本部，六年二月升员外，万历元年（1573年）三月升郎中，二年正月升莱州知府，五年七月以病致仕。十四年正月起补安庆府知府，十五年十月升陕西副使，十七年二月患病乞休，加参政銜致仕。

## 家族
曾祖許貴，壽官；祖父許躍；父許存仁，母馮氏。兄许誠（太医院医士）、许諫、许諒、许訒、许言、许龄、许誡、许謹、许訓、许誌（庠生）、弟许謙、许讓。